# Polystichum bichnellii
Polystichum bichnellii là một loài thực vật có mạch trong họ Dryopteridaceae. Loài này được Hahne miêu tả khoa học đầu tiên.